# Hospital Regional de Ryhov
O Hospital Regional de Ryhov (em sueco:  Länssjukhuset Ryhov) está situado na cidade de Jönköping, e é o maior hospital do Condado de Jönköping. Serve como hospital de proximidade das comunas de Habo, Mullsjö e Jönköping, e ainda como hospital regional especializado do condado de Jönköping, com uma população de 356 000 habitantes (2019), nas áreas de pediatria, doenças do coração e doenças infeciosas.